# The Kingdom
The Kingdom (originalment en danès, Riget), és una minisèrie de vuit capítols per a la televisió danesa creada pel director Lars von Trier el 1994 i Riget II el 1997. Aquesta minisèrie va ser editada per a formar una pel·lícula de cinc hores que va ser distribuïda al Regne Unit i als Estats Units. S'ha subtitulat al català.
La sèrie se situa a l'hospital de Copenhaguen, el principal hospital de la ciutat, que traduït al català significa literalment Hospital del Regne. El programa segueix la història d'un grup de personatges tant del personal com pacients que descobreixen una sèrie de fenòmens sobrenaturals. La sèrie destaca visualment per l'escenari sobri de color sèpia, en un estil de filmació proper al futur Dogma 95 (amb talls imprevists en l'edició), i el personal de neteja de la cuina en el soterrani, que sofreixen de la síndrome de Down i discuteixen els estranys esdeveniments de l'hospital a mesura que es desenvolupa la trama.
La major part dels episodis acaben amb el neuròleg suec Stig Helmer mirant cap a Suècia des del sostre de l'hospital cridant Dansk Jävlarna (Escòria danesa), i el director Lars von Trier apareixent als crèdits de cada episodi oferint observacions enigmàtiques sobre la trama. Els elements còmics i la “raresa” percebuda en els capítols ha dut a molts crítics a comparar-la amb Twin Peaks.
Els primers episodis van acabar amb respostes sense resoldre, el 1997 el repartiment es va tornar a unir per a produir altra sèrie de quatre episodis, Riget II. En aquesta ocasió, els episodis van començar exactament on havia acabat la primera part, va mantenir l'ambientació sípia, la càmera tremolosa i Lars von Trier apareixent en els crèdits finals. Aquesta segona part també va deixar moltes incògnites sense resoldre, i per això s'havia planejat una tercera part. No obstant això, el 1998 amb la mort d'Ernst-Hugo Järegård (que interpretava al neurocirurgià Stig Helmer) i les subsegüents morts de Kirsten Rolffes (Sra. Drusse) i l'actor que interpretava al rentaplats, van fer que la continuació de la sèrie semblés molt remota però una tercera i última sèrie de cinc episodis dirigida per von Trier i escrita per Lars von Trier i Niels Vørsel, titulada Riget: Exodus, es va començar a rodar el 2021, es va projectar fora de competició al Festival de Cinema de Venècia i a el festival Serial Killer el setembre de 2022, i es va estrenar als països nòrdics a la plataforma de streaming Viaplay amb els dos primers episodis el 9 d'octubre de 2022.

## Trama
La història comença amb l'ingrés d'una pacient espiritista, Sigrid Drusse, aquesta escolta el plor d'una nena en el buit de l'ascensor. En la seva investigació, Drusse descobreix que la nena havia mort diverses dècades abans, assassinada pel seu pare per a ocultar la seva il·legitimitat. Perquè la seva ànima pugui descansar, Drusse busca el cos de la nena, el qual es troba en un flascó de mostra al dipòsit de l'hospital. Mentrestant, el neurocirurgià, Stig Helmer, recentment assignat al departament de neurologia des de Suècia, tracta d'encobrir una fallida operació que deixa a una nena en estat vegetatiu.
El Dr. Bondo, patòleg, tracta de convèncer a la família d'un home que s'està morint per càncer de fetge perquè doni el seu fetge perquè l'hospital pugui investigar. Quan aquesta petició és rebutjada, Bondo trasplanta el fetge malalt al seu propi cos gràcies al consentiment del pacient que havia signat una targeta de donant d'òrgans. D'aquesta manera Bondo busca que el càncer sigui de la seva propietat i quedi per a l'hospital.
Un jove estudiant de neurocirurgia s'enamora d'una infermera a càrrec del laboratori d'investigació del son, i un neuròleg descobreix que la infermera amb la qual ha iniciat una relació amorosa, havia quedat embarassada d'un fantasma i el seu nadó s'està desenvolupant massa ràpid. El film passa del terror, a escenes dures i impactants, a la comèdia, sàtira i al grotesc.

## Repartiment
- Ernst-Hugo Järegård - Stig Helmer
- Kirsten Rolffes - Sigrid Drusse
- Holger Juul Hansen - Moesgaard
- Søren Pilmark - Krogshøj
- Ghita Nørby - Rigmor
- Baard Owe - Bondo
- Annevig Schelde Ebbe - Mary Jensen
- Birgitte Raaberg - Judith
- Udo Kier - Åge Krüger / Little Brother
- Jens Okking - Bulder
- Peter Mygind - Mogge
- Vita Jensen - Dona rentaplats
- Morten Rotne Leffers - Home rentaplats
- Stellan Skarsgård - The Swedish lawyer

## Episodis

### Riget(1994)
- Dia 1: "Un amfitrió diabòlic"
- Dia 2: "Vingui a nosaltres el vostre Regne"
- Dia 3: "Un cos estrany"
- Dia 4: "Els morts vivents"

### Riget II(1997)
- Dia 5: "Mort a taula"
- Dia 6: "Ocells de pas"
- Dia 7: "Gargantua"
- Dia 8: "Pandæmonium"

### Exodus(2022)
- "Helmer"
- "Les danses del congrés"
- "Germà gran"
- "Barbarossa"
- "Exodus"

## Curiositats
- L'escriptor de terror, Stephen King, va desenvolupar el 2004 una minisèrie de 13 episodis basats en Riget, amb el títol: Stephen King's Kingdom Hospital. La trama va mantenir diversos elements de la sèrie original, però la localització de l'hospital va variar.